# Centre culturel coréen
 (mars 2022).
Si vous disposez d'ouvrages ou d'articles de référence ou si vous connaissez des sites web de qualité traitant du thème abordé ici, merci de compléter l'article en donnant les références utiles à sa vérifiabilité et en les liant à la section « Notes et références ».

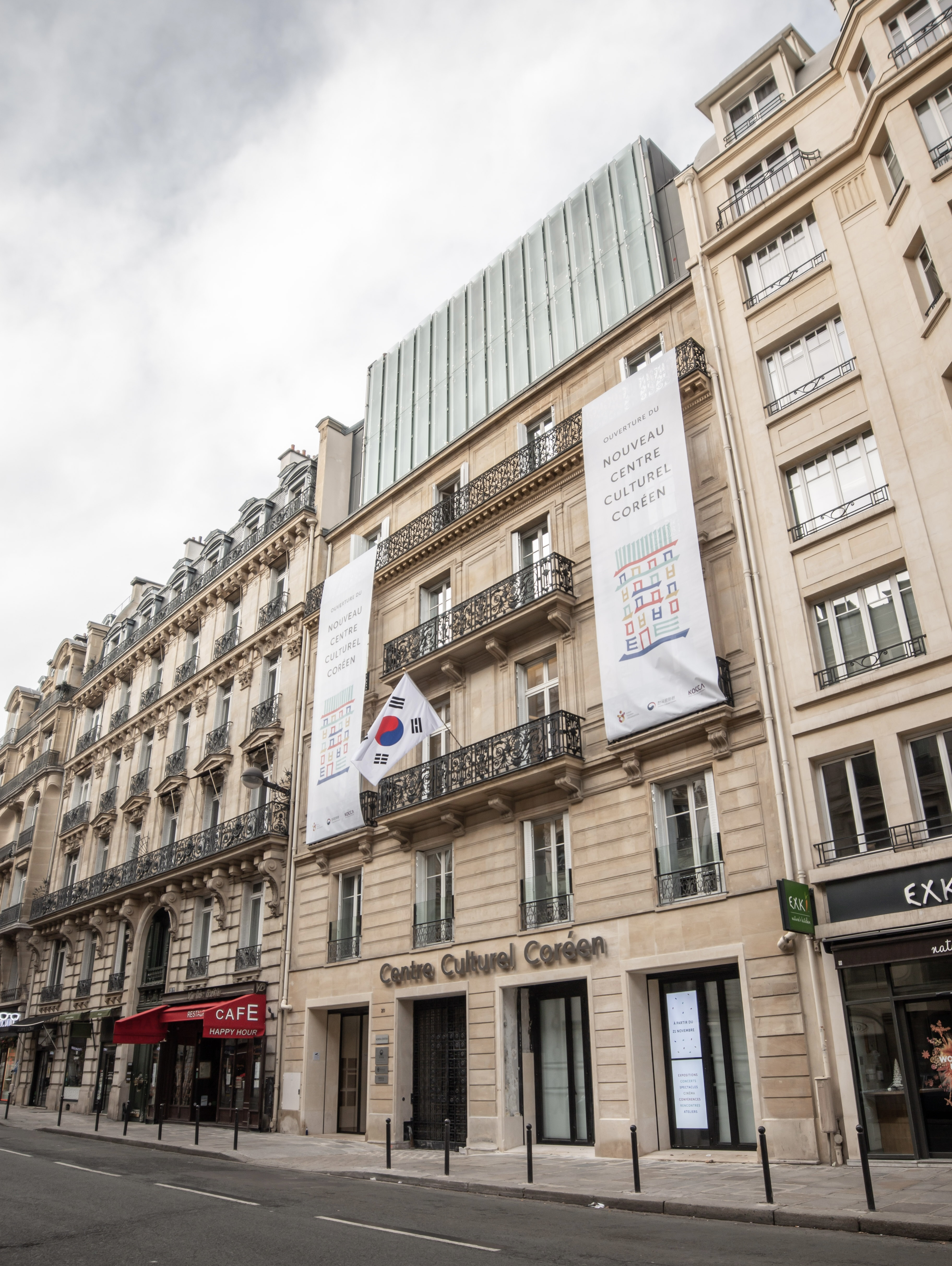
Le Centre culturel coréen à Paris.

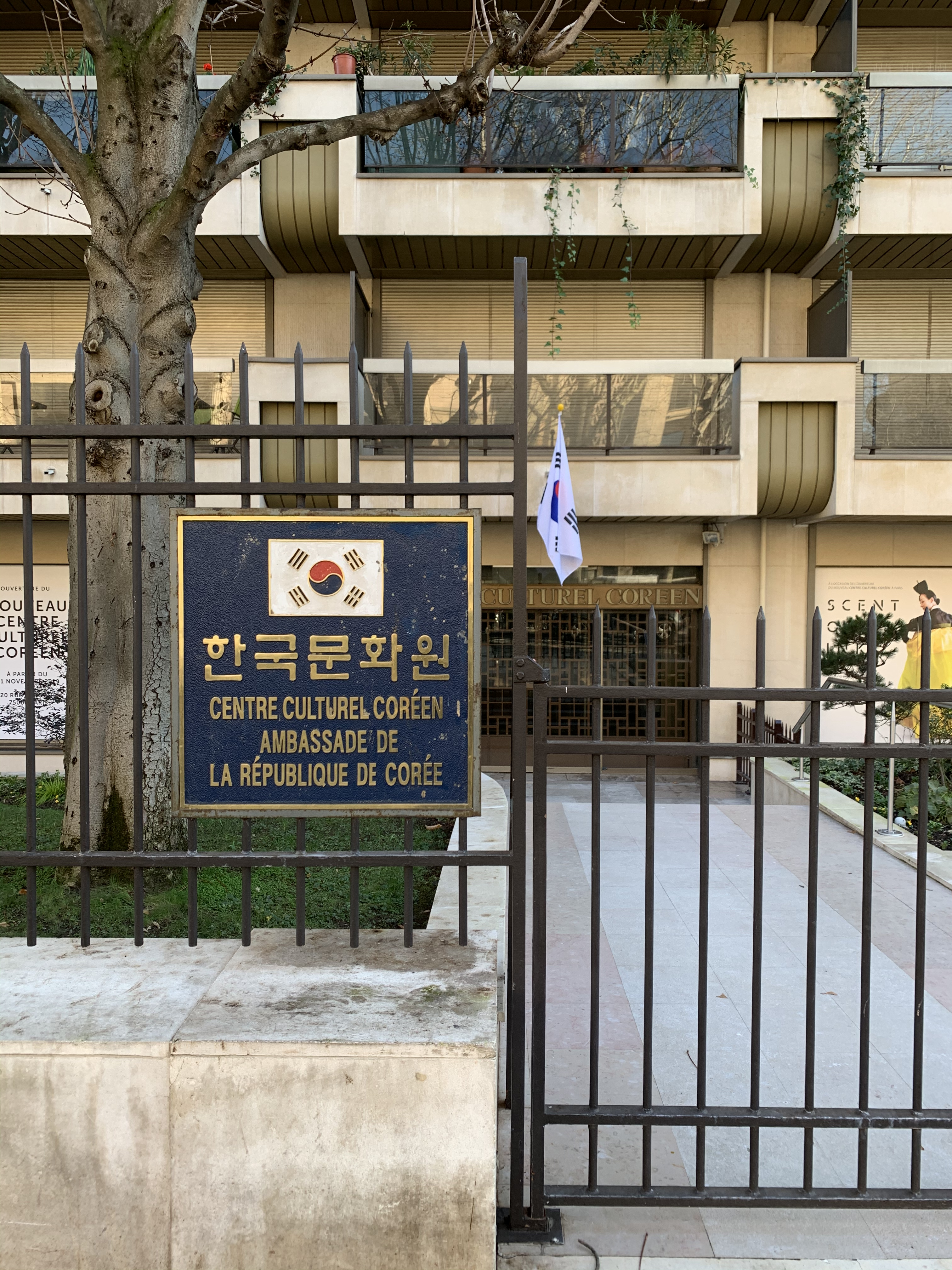
Ancien siège du Centre culturel coréen à Paris, avenue d'Iéna.

Les Centres culturels coréens sont les institutions de promotion culturelle de la Corée du Sud. En 2013, il en existe vingt-quatre dans le monde.

## Les Centres culturels coréens dans le monde

### France
Le Centre culturel coréen, service culturel de l'ambassade de la République de Corée, créé en 1980, a pour vocation de mieux faire connaître la culture coréenne au public français et de promouvoir et développer les échanges artistiques entre la Corée du Sud et la France. Installé à Paris, initialement 2 avenue d'Iéna (16e arrondissement), il déménage en 2019 au 20 rue La Boétie (8e arrondissement).
À travers ses activités multiformes, le Centre se propose d’être un lieu de rencontre et de découverte franco-coréen. Il est, aussi, une antenne d’information accueillant les visiteurs français qui s’intéressent à la Corée et à sa culture.

#### Activités
Les activités du Centre culturel coréen à Paris sont les suivantes :
- organise, dans ses locaux ou à l’extérieur, en collaboration avec des partenaires français de nombreuses manifestations culturelles : expositions, concerts, projections de films, conférences…
- propose des cours de langue coréenne à tous ceux qui désirent s’y initier.
- accueille des ateliers d’art - nœuds coréens, peinture coréenne, vannerie de papier coréen, calligraphie coréenne, poterie et céramique coréennes, cuisine coréenne, danse traditionnelle - permettant au public de découvrir et de pratiquer des disciplines et techniques.
- dispose d’un espace multimédia et d’une bibliothèque où l’on peut consulter ou emprunter des ouvrages concernant la Corée - près de 20 000 livres et publications disponibles, en coréen, anglais et français.
- édite deux fois par an la revue Culture coréenne, dans laquelle sont régulièrement publiés des articles de fond, ou plus liés à l’actualité, abordant différents domaines culturels : littérature, arts, traditions...